# Paul Scherrer
Paul Scherrer (3 de febrero de 1890-25 de septiembre de 1969) fue un físico suizo. Nacido en Gallen, Suiza, en 1920 obtuvo una plaza de profesor en la Escuela Politécnica Federal de Zúrich, donde posteriormente fue director del Departamento de Física. En 1946, fue nombrado presidente de la comisión suiza para el estudio de la energía atómica y participó en la creación del CERN. Colaboró con Peter Debye en el desarrollo de un método para el análisis de muestras policristalinas por rayos X, y realizó otras importantes contribuciones en la física del estado sólido, la física de partículas y la electrónica.

## Semblanza
Paul Scherrer nació en San Galo. En 1908, se matriculó en el Politécnico Federal Suizo (más tarde conocido como Escuela Politécnica Federal de Zúrich), cambiando del curso de Botánica al de Matemáticas y Física después de dos semestres. En 1912, Scherrer pasó un semestre en la Universidad de Königsberg, y a continuación realizó más estudios en la Universidad de Gotinga, graduándose allí con un doctorado sobre el efecto Faraday sobre el hidrógeno. En 1916, mientras aún trabajaba en su tesis, desarrolló con su tutor, Peter Debye, el método de polvo DebyeScherrer, un procedimiento que utiliza rayos X para el análisis estructural de cristales. Esto supuso una contribución importante al desarrollo de las técnicas de dispersión que todavía se utilizan en las grandes instalaciones del Instituto Paul Scherrer hasta el día de hoy. Debye recibió el Premio Nobel de Química por este trabajo en 1936.
Es principalmente conocido por determinar la relación inversa entre el ancho de un pico de difracción de rayos X y el tamaño de cristalitos. Esta obra fue publicada en 1918.
La ETH de Zúrich nombró a Scherrer para el puesto de Profesor de Física Experimental en 1920, a la temprana edad de 30 años. En 1925, organizó la primera conferencia internacional de físicos que tuvo lugar después de la Primera Guerra Mundial. Se convirtió en director del Instituto de Física del ETH en 1927 y centró su dirección en la física nuclear, una rama de investigación que aún estaba naciendo en esa etapa. El primer ciclotrón de la ETH de Zúrich se construyó bajo su dirección en 1940.
A partir de finales de 1944, estableció contacto con Moe Berg y, a través de Berg, proporcionó a Estados Unidos información sobre la ciencia y los científicos alemanes, especialmente en relación con los esfuerzos para desarrollar un arma nuclear. Scherrer se convirtió más tarde en el principal defensor de que Suiza desarrollara sus propias armas nucleares con uranio enriquecido suministrado por el Congo Belga, un programa que fue seguido activamente por el gobierno durante 43 años y abandonado solo en 1988 por Arnold Koller, por entonces Consejero Federal de Suiza y jefe del Departamento Militar Suizo.
Paralelamente a su principal ocupación profesional como investigador y líder de una institución, Paul Scherrer también trabajó en varias instituciones y comités involucrados en la difusión de la energía nuclear en Suiza: el Consejo Federal lo nombró para el cargo de Presidente de la Comisión Suiza de Estudios sobre la Energía Atómica (Schweizerischen Studienkommission für Atomenergie) en 1946, y Presidente de la Comisión Suiza de Ciencias Atómicas en 1958.
Además, Scherrer participó en el establecimiento de la Organización Europea para la Investigación Nuclear cerca de Ginebra en 1952-1954. Cuando se estableció, se convirtió en uno de los miembros originales del Comité de Política Científica, en el que sirvió hasta finales de 1963, y del Consejo del CERN. Además participó en la creación de la empresa Reaktor AG, para estudiar la construcción y operación de instalaciones de fisión nuclear un año después, en Würenlingen.

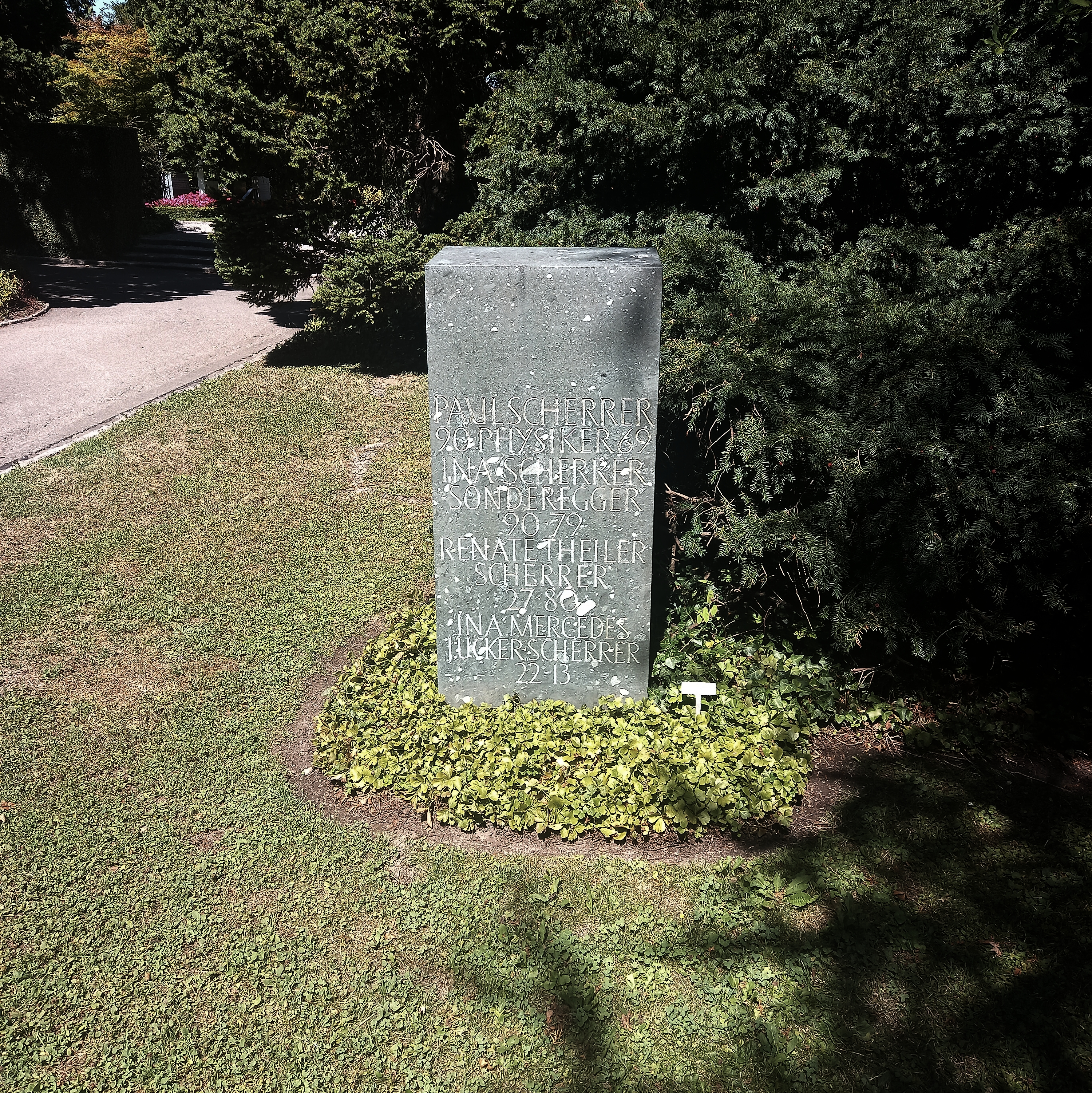
Sepultura de la familia Scherrer: Paul Scherrer, su esposa Ina Sonderegger y sus hijas Ines Jucker y Renate Theiler, en el cementerio de Fluntern en Zúrich

Sus habilidades y previsión llevaron al desarrollo temprano de nuevas ramas de la física del estado sólido, la física de partículas y la electrónica, que hicieron una contribución vital al alto nivel de la investigación en las universidades suizas. Cuando Paul Scherrer fue nombrado profesor emérito en 1960, después de 40 años en la ETH de Zúrich, aceptó un puesto docente en la Universidad de Basilea y sus antiguos alumnos y amigos formaron un Festschrift.
En 1922 Scherrer se casó con Ina Sonderegger, con quien tuvo dos hijas.
Murió el 25 de septiembre de 1969 tras un accidente sufrido cuando montaba a caballo.

## Reconocimientos
- El Instituto Paul Scherrer, un organismo suizo dedicado a la investigación nuclear, lleva este nombre en su memoria.